# 荷马 (运动品牌)
荷马（西班牙語：Joma，西班牙語發音：[ˈxoma]）是一家西班牙运动用品制造商，目前生产可用于足球、室内足球、篮球、排球、跑步、网球、籠式網球、健身的鞋类和服装。其总部设于波尔蒂略德托莱多。荷马成立于1965年，最初生产一般用途的鞋具。自1968年起，公司开始专注于运动鞋的生产和销售。在相对取得成功后，荷马决定进入足球市场，取得了巨大成功并成为该国的领导品牌，同时也蜚声海外。最终，荷马相继在美国、欧洲和亚洲开设办事处，目前在全球70多个国家开展业务。

## 贊助球隊
- 英格蘭足球超級聯賽：賓福特（自2025–26赛季起）
- 西班牙甲組足球聯賽：基達菲、
- 意大利甲組足球聯賽：維羅納、拖連奴
- 德國甲組足球聯賽：賀芬咸
- 法國甲組足球聯賽：
- 阿爾巴尼亞超級足球聯賽：伊格納迪亞、
- 比利時足球甲級聯賽：安德列治、RWD莫倫比克
- 蘇格蘭足球超級聯賽：
- 塞爾維亞超級足球聯賽：OFK貝爾格萊德、禾獲甸拿
- 土耳其足球超級聯賽：阿丹拿達米亞（英语：Adana Demirspor）、特拉布宗
- 烏克蘭足球超級聯賽：英胡列斯
- 智利足球甲級聯賽：奧希金斯
- 馬來西亞超級足球聯賽：雪兰莪
- 中国足球甲级联赛：重庆铜梁龙、定南赣联
- 中国足球乙级联赛：广西恒宸、广西蓝航、贵州筑城竞技